# Marc Iselin
Marc Iselin (ur. 29 kwietnia 1980) – szwajcarski snowboardzista. Zajął 19. miejsce w gigancie równoległym na igrzyskach olimpijskich w Vancouver. Jego najlepszym wynikiem na mistrzostwach świata w snowboardzie było 9. miejsce w gigancie równoległym i slalomie równoległym na mistrzostwach w Arosa. Najlepsze wyniki w Pucharze Świata w snowboardzie osiągnął w sezonie 2005/2006, kiedy to zajął 7. miejsce w klasyfikacji generalnej, a w klasyfikacji PAR był piąty.

## Sukcesy

### Igrzyska olimpijskie
| Miejsce | Dzień     | Rok  | Miejscowość | Konkurencja       | Zwycięzca          |
| ------- | --------- | ---- | ----------- | ----------------- | ------------------ |
| 19.     | 27 lutego | 2010 | Vancouver   | Gigant równoległy | Jasey-Jay Anderson |

### Mistrzostwa Świata
| Miejsce | Dzień       | Rok  | Miejscowość | Konkurencja       | Zwycięzca          |
| ------- | ----------- | ---- | ----------- | ----------------- | ------------------ |
| 9.      | 16 stycznia | 2007 | Arosa       | Gigant równoległy | Rok Flander        |
| 9.      | 17 stycznia | 2007 | Arosa       | Slalom równoległy | Simon Schoch       |
| 12.     | 20 stycznia | 2009 | Kangwŏn     | Gigant równoległy | Jasey-Jay Anderson |
| 18.     | 21 stycznia | 2009 | Kangwŏn     | Slalom równoległy | Benjamin Karl      |

### Puchar Świata

#### Miejsca w klasyfikacji generalnej
- 2004/2005 - -
- 2005/2006 - 7.
- 2006/2007 - 9.
- 2007/2008 - 23.
- 2008/2009 - 40.
- 2009/2010 - 65.

#### Miejsca na podium
1. Kronplatz – 15 stycznia 2006 (gigant równoległy) - 3. miejsce
2. Szukołowo – 1 marca 2006 (slalom równoległy) - 1. miejsce
3. Landgraaf – 13 października 2006 (slalom równoległy) - 3. miejsce
4. Szukołowo – 9 lutego 2007 (slalom równoległy) - 1. miejsce
5. Stoneham – 16 marca 2007 (gigant równoległy) - 3. miejsce
6. Landgraaf – 12 października 2007 (slalom równoległy) - 3. miejsce